# Margaretha van Tonnerre
Margaretha van Tonnerre (circa 1250 - Cruzy-le-Châtel, 4 september 1308) was van 1262 tot aan haar dood gravin van Tonnerre, van 1268 tot 1285 koningin-gemalin van Napels en van 1268 tot 1282 koningin-gemalin van Sicilië. Ze behoorde tot het oudere huis Bourgondië.

## Levensloop
Margaretha was de tweede dochter van graaf Odo van Nevers en vrouwe Mathilde II van Bourbon. Na het overlijden van haar moeder erfde ze in 1262 het graafschap Tonnerre. Na een lange rechtsstrijd kon Margaretha in 1273 bezit nemen van het graafschap. 
Op 18 november 1268 huwde ze met koning Karel I van Napels, waardoor Margaretha koningin-gemalin van Napels en Sicilië werd. Hun enige dochter Margaretha stierf in de kindertijd. In 1277 werd ze eveneens titelvoerend koningin-gemalin van Jeruzalem nadat haar echtgenoot deze titel had gekocht van Maria van Antiochië. In 1282 verloren Karel en Margaretha het koninkrijk Sicilië, waardoor ze vanaf dan enkel nog het koninkrijk Napels bestuurden.   
Nadat Karel in 1285 stierf, trok Margaretha zich terug in haar landerijen in Tonnerre. Op haar kasteel in Cruzy-le-Châtel leefde ze samen met Margaretha van Brienne, weduwe van graaf Bohemund VII van Tripoli, en Catharina van Courtenay, titelvoerend keizerin van het Latijnse Keizerrijk. De drie vrouwen hielden er zich vooral bezig met liefdadigheid en bidden. Zo stichtte Margaretha het Hôtel-Dieu de Tonnerre, dat ze voldoende middelen schonk om in het onderhoud te voorzien.
Margaretha stierf in 1308 zonder nakomelingen na te laten. Het graafschap Tonnerre werd geërfd door haar kleinneef, graaf Jan II van Chalon-Auxerre. Ze werd bijgezet in het Hôtel-Dieu dat ze had opgericht.

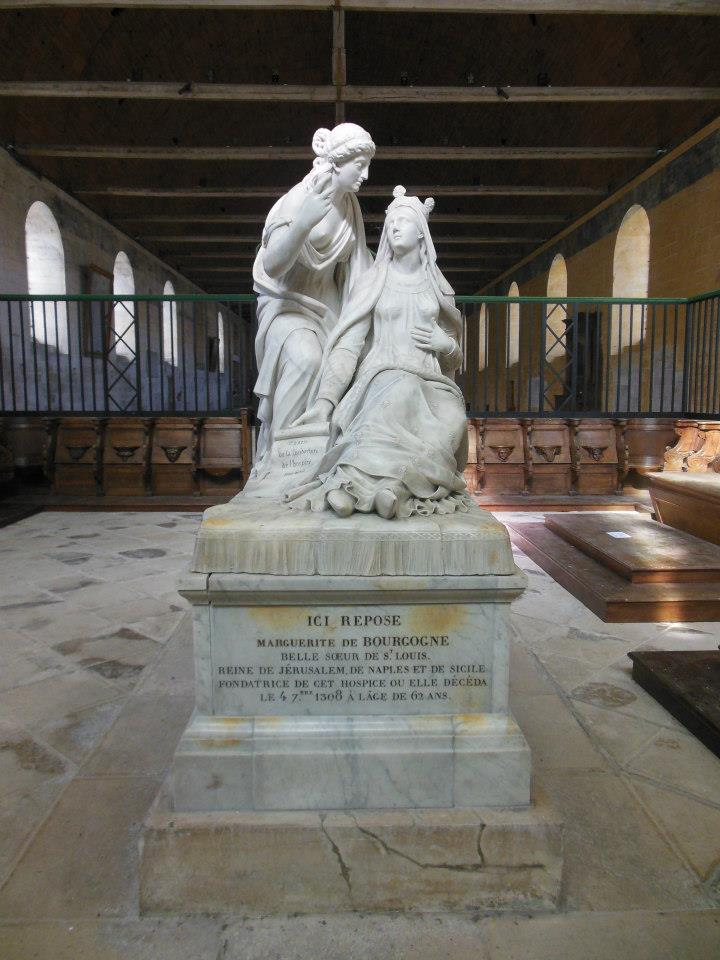
19e-eeuws grafmonument voor Margaretha van Tonnerre in het Hôtel-Dieu de Tonnerre